# Margherita Panziera
Margherita Panziera (Montebelluna, 12 de agosto de 1995) es una deportista italiana que compite en natación, especialista en el estilo espalda.
Ganó una medalla de bronce en el Campeonato Mundial de Natación en Piscina Corta de 2018, nueve medallas en el Campeonato Europeo de Natación, en los años 2018 y 2022, y tres medallas en el Campeonato Europeo de Natación en Piscina Corta entre los años 2017 y 2021.
Participó en tres Juegos Olímpicos de Verano, entre los años 2016 y 2024, ocupando el sexto lugar en Tokio 2020, en la prueba de 4 × 100 m estilos.
Estudió Administración de Empresas Internacionales en la Universidad Internacional Libre de Guido Carli y el máster de Mercadotecnia y Branding en la Link Campus University.

## Palmarés internacional
| Campeonato Mundial en Piscina Corta | Campeonato Mundial en Piscina Corta | Campeonato Mundial en Piscina Corta | Campeonato Mundial en Piscina Corta |
| Año                                 | Lugar                               | Medalla                             | Prueba                              |
| ----------------------------------- | ----------------------------------- | ----------------------------------- | ----------------------------------- |
| 2018                                | Hangzhou (China)                    | Medalla de bronce                   | 4 × 100 m estilos                   |
| Campeonato Europeo                  |                                     |                                     |                                     |
| Año                                 | Lugar                               | Medalla                             | Prueba                              |
| 2018                                | Glasgow (Reino Unido)               | Medalla de oro                      | 200 m espalda                       |
| 2018                                | Glasgow (Reino Unido)               | Medalla de bronce                   | 4 × 100 m estilos mixto             |
| 2021                                | Budapest (Hungría)                  | Medalla de oro                      | 200 m espalda                       |
| 2021                                | Budapest (Hungría)                  | Medalla de plata                    | 100 m espalda                       |
| 2021                                | Budapest (Hungría)                  | Medalla de plata                    | 4 × 200 m libre mixto               |
| 2021                                | Budapest (Hungría)                  | Medalla de bronce                   | 4 × 100 m estilos                   |
| 2021                                | Budapest (Hungría)                  | Medalla de bronce                   | 4 × 100 m estilos mixto             |
| 2022                                | Roma (Italia)                       | Medalla de oro                      | 100 m espalda                       |
| 2022                                | Roma (Italia)                       | Medalla de oro                      | 200 m espalda                       |
| Campeonato Europeo en Piscina Corta |                                     |                                     |                                     |
| Año                                 | Lugar                               | Medalla                             | Prueba                              |
| 2017                                | Copenhague (Dinamarca)              | Medalla de bronce                   | 200 m espalda                       |
| 2019                                | Glasgow (Reino Unido)               | Medalla de oro                      | 200 m espalda                       |
| 2021                                | Kazán (Rusia)                       | Medalla de plata                    | 200 m espalda                       |